# Les Aulines
Les Aulines és un mas al veïnat de Sant Pere Despuig (la Vall de Bianya, la Garrotxa) catalogat a l'Inventari del Patrimoni Arquitectònic de Catalunya.

## Arquitectura
Té planta rectangular i teulat a dues aigües amb els vessants vers les façanes laterals. Va ser bastit amb pedra ben tallada per als cantoners. És de remarcar la façana de migdia amb dos grans arcs cegats a la planta baixa, una galeria de quatre arcades de mig punt al primer pis i quatre arcades més al pis superior, essent més àmplies les dues centrals que les restants laterals. La casa disposa d'una àmplia era de batre i d'una pallissa.

## Història
La família Soler va adquirir als Bianya, en lliure i franc alou, la propietat de Sant Pere del Puig. En morir Arnau de Soler, deixà la Casa del Puig a l'hereu Bertran, consignant la corresponent legítima al seu altre fill, Ramon, militar. Aquest va morir carregat de deutes, pel qual la seva vídua va vendre al seu cunyat tot quan posseïen a Sant Pere de Bianya pel preu de 4.900 sous barcelonesos. En Bertran va signar la venda a favor de fra Guillem, abat de Camprodon, el 25 de febrer de 1276, anant compresos els masos (Crosa, Llac, Carrera, Aulines, Bosc, Masoveria i Soler) com també els drets que pogués tenir sobre el mas Brugada amb tots llurs feus i alous, per 10.250 sous.